# Errol Barrow
Pour les articles homonymes, voir Barrow.
Errol Barrow (21 janvier 1920 - Saint Lucy - 1er juin 1987) est un homme politique barbadien. Membre du Parti travailliste démocrate, il est chef du gouvernement avant l'indépendance de la Barbade de 1961 à 1976, puis Premier ministre de 1986 à 1987. Il est considéré comme le père de l'indépendance de la Barbade.

## Biographie
Errol Barrow est né à Saint Lucy d'un père pasteur de l'Église anglicane et d'une mère au foyer, Ruth Alberta O'Neal, sœur de Charles Duncan O'Neal (en), fondateur de la Democratic League of Barbados, un des premiers partis politiques de l'île, très actif en faveur d'une plus grande démocratie dans la colonie. La sœur ainée d'Errol, Nita Barrow fait aussi une carrière politique. Errol fait ses études secondaires au Harrison College (en) de Bridgetown puis grâce à une bourse il entre en 1939 au Codrington College (en), un établissement d'enseignement de théologie anglican affilié à l'Université de Durham. En novembre 1940, il s'enrôle dans la Royal Air Force et après un entraînement au Canada participe à quarante-cinq missions de bombardement au dessus de l'Europe, puis il devient le navigateur personnel de Sholto Douglas, commandant en chef des forces d'occupation britannique en Allemagne.
Après la guerre, il suit des études d'économie à la London School of Economics et une formation d'avocat à Lincoln’s Inn. Il s'inscrit au barreau en 1949 et en 1950 obtient un Baccalauréat universitaire en sciences en Économie. Durant ses études, il fréquente Harold Laski qui exerce sur lui une grande influence intellectuelle.
En 1950, il retourne dans son pays pour exercer son métier d'avocat. En 1951, il devient membre du Parti travailliste de la Barbade et est élu député de la circonscription de Saint George lors des premières élections au suffrage universel (en). Cependant, il est rapidement en désaccord avec Grantley Herbert Adams qu'il estime plus sensible à la volonté des autorités coloniales britanniques qu'à celle des masses noires, de plus il pense que le développement de la Fédération des Indes occidentales se fait au détriment de celui de la Barbade.
En 1955, avec d'autres membres du BLP, il fonde le Parti travailliste démocratique. Il perd alors son siège lors des élections générales de 1956 (en), mais le regagne lors d'une élection partielle à Saint-Georges en 1958. La même année, il s'impose comme le leader du parti qu'il mène ensuite à la victoire lors des élections générales de 1961 (en). Il devient alors le troisième chef du gouvernement (Premier) le 5 décembre 1961.
Son gouvernement accélère le développement industriel et développe l'industrie touristique afin de réduire la dépendance économique à l'industrie sucrière. Il introduit également un système de Sécurité sociale, et développe l'éducation gratuite pour tous les niveaux. Cette politique économique ambitieuse permet un développement de la classe moyenne à la Barbade. En 1965, après l'échec de la fédération des Indes occidentales, il participe avec d'autres leaders de la Caraïbe à la mise en place de la Carribean Free Trade Association et le 30 novembre 1966 il obtient l'indépendance de la Barbade. Le DLP remporte ainsi les élections générales de 1966 (en) et 1971 (en).
Le recul de l'économie mondiale affecte aussi la Barbade et la "fatigue" du gouvernement l'une des explications de la défaite du Parti travailliste démocratique lors des élections générales de 1976,. C'est alors Tom Adams, fils de Grantley Herbert Adams, qui devient chef du gouvernement à la tête du Parti travailliste de la Barbade, et Errol Barrow devient chef de l'opposition.
En 1983, il s’élève contre l'invasion de la Grenade par les États-Unis au nom de la souveraineté de la Caraïbe. À la suite des élections de 1986 (en), après dix ans dans l'opposition, Barrow revient au pouvoir en tant que premier ministre car le DLP obtient 24 des 27 sièges de l'Assemblée. Il veut rattraper le temps qu'il considère comme gaspillé, par ses prédécesseurs Tom Adams et Harold Bernard St. John. Il s'oppose aussi fortement au président Ronald Reagan qu'il considère comme « ce cow-boy à la Maison-Blanche » ou encore comme étant un « zombie » et très dangereux. Un an après ce retour, Barrow succombe à une attaque cardiaque à son domicile, le 1er juin 1987. Son épouse est morte en 2001 à 84 ans.
Déclaré héros national, les Barbadiens l'honorent en tant que « père de l'indépendance » en déclarant son jour d'anniversaire, le 21 janvier comme étant la fête nationale. Son visage est illustré sur les billets de 50 dollars barbadiens.